# Международная инвестиционная позиция
Международная инвестиционная позиция (МИП) — макроэкономическое понятие, обозначающее общий объём и структуру финансовых активов и обязательств страны перед нерезидентами. Международная инвестиционная позиция является одним из элементов счёта операций с капиталом и представляет собой такие виды активов, как акции, облигации, недвижимость и т. п.
Чистая международная инвестиционная позиция представляет собой разницу между активами и обязательствами страны. Как платежный баланс, так и международная инвестиционная позиция (МИП) дают полезную информацию для оценки экономических взаимоотношений страны с остальным миром.
Международная инвестиционная позиция (МИП), которая представляет собой общепризнанную схему представления данных об объёмах внешних активов и обязательств страны, была официально представлена в пятом издании «Руководства по платёжному балансу» МВФ в 1993 году.
МИП представляет собой статистический отчет, который показывает объёмы внешних финансовых активов и обязательств экономики на определённый момент. Эти объёмы на данный конкретный момент времени образуются в результате проведения внешних операций, оценённых по текущей рыночной стоимости (по текущим рыночным ценам и валютным курсам), и воздействия других факторов (например, списаний и изменений в классификации).
ЦБ РФ регулярно публикует отчёты «Международная инвестиционная позиция Российской Федерации (стандартные компоненты)». В 2002 году Международный валютный фонд (МВФ) опубликовал пособие в помощь при подготовке МИП.
В 2009 году новое, шестое издание «Руководства по платёжному балансу» МВФ было дополнено разделами о МИП и получило название «Руководство по платёжному балансу и международной инвестиционной позиции» (РПБ6).